# Andreas Fux
Andreas Fux (* 24. Januar 1964 in Berlin) ist ein deutscher Fotograf.

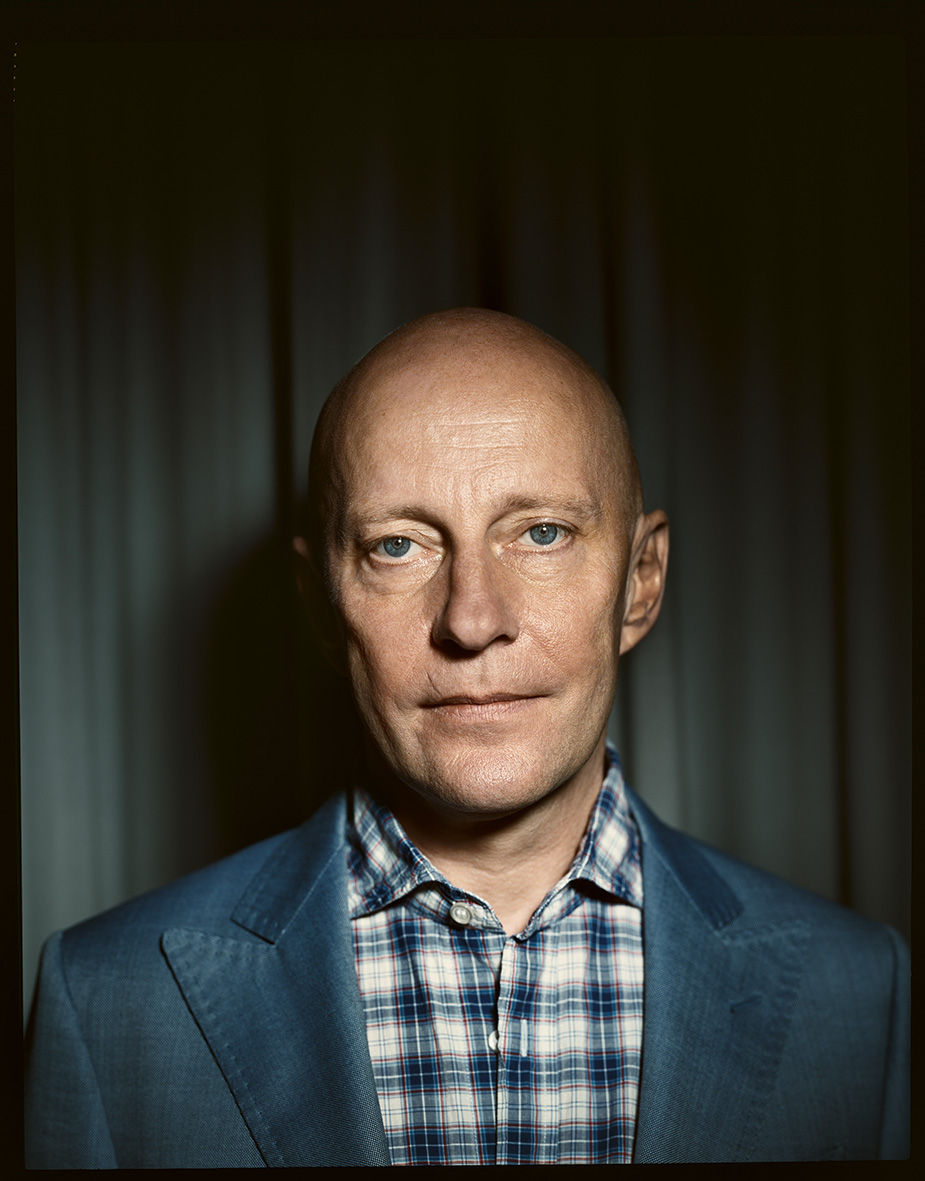
Andreas Fux (2014)

## Leben

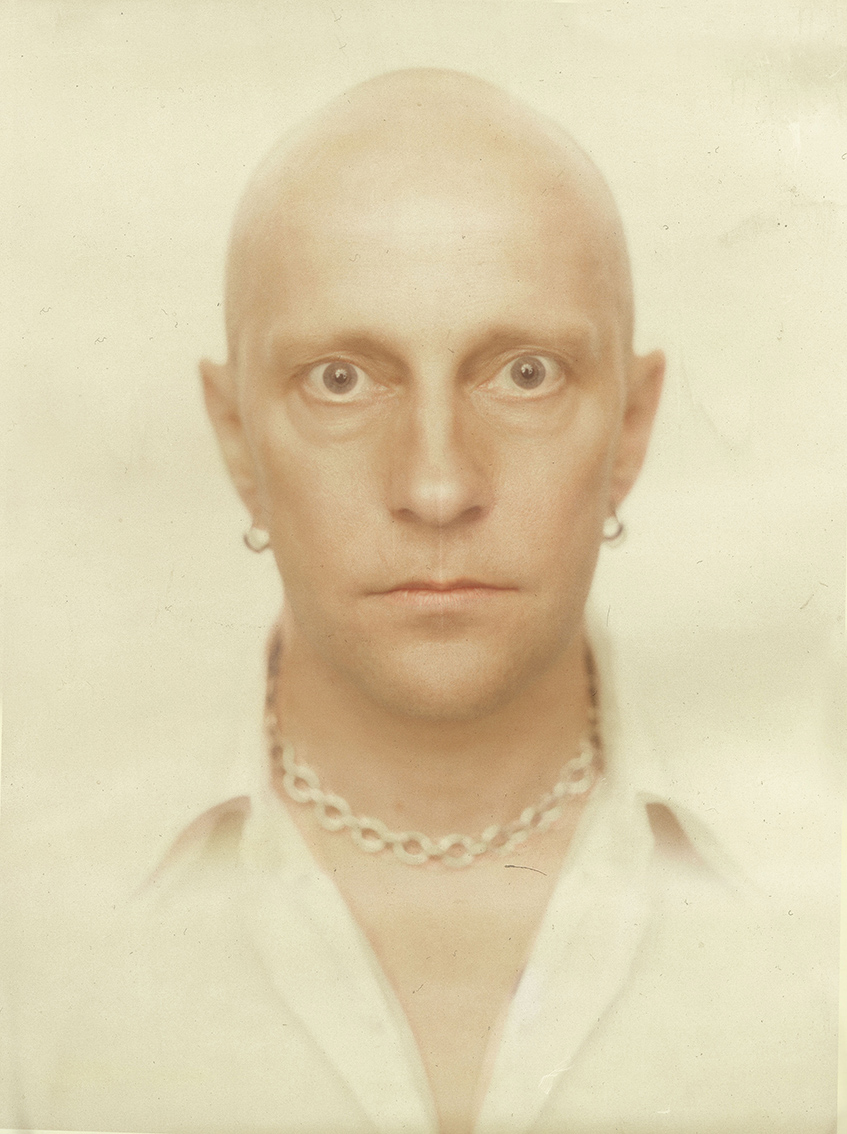
Andreas Fux (2005)

Andreas Fux wuchs als Bürger der DDR in Ost-Berlin auf. 1980–1982 machte er eine Ausbildung zum Elektromonteur und seit 1983 näherte er sich autodidaktisch der fotografischen Arbeit an. 1988 wurden in Das Magazin, einem in Ost-Berlin monatlich erscheinenden Heft mit Schwerpunkt Kultur und Lebensart, erste Fotoarbeiten von ihm veröffentlicht. Ein Jahr später arbeitete er als freier Mitarbeiter für das Heft. Für Das Magazin lieferte Fux fotografische Beiträge aus der ostdeutschen Punk- und Jugendszene, die sich zunächst über Kleidung und eine modische Improvisation definierte. 1989 arbeitete er an Fotoproduktionen für DEFA-Dokumentarfilme. Seit 1990 arbeitet Andreas Fux selbständig als freier Fotograf für diverse Zeitungen und Zeitschriften und widmet sich eigenen künstlerischen Projekten. Fux gehört jener Prenzlauerberger Fotokünstlerszene an, die mit ihren Arbeiten die letzte Dekade der DDR, die Wende und den Übergang in die BRD dokumentierten, und ist neben Sven Marquart, mit dem er seit 1984 befreundet ist, deren prominentester Vertreter.
1992 erschien eine erste eigene Publikation mit dem Titel Die Russen kommen als Begleitung der gleichnamigen Ausstellung in der Fotogalerie Janssen in Berlin sowie in Hamburg und München. Breiterem Publikum ist Andreas Fux durch die Fotoserie Die süße Haut (1995–2005) bekannt geworden, einer Porträtreihe mit dem Fokus auf Tätowierungen und Ritzungen, in der er zum Teil seine Modelle über Jahre begleitete und immer wieder zu meist nächtlichen Shootings in den neutral ausgeleuchteten weißen Raum seines Studios einlud. Das Thema Akt, Körperkultur und Sexualität griff er auch in neueren Arbeiten wieder auf, etwa in der Serie Am Ende der Nacht, in der schwarzer Hintergrund zum Einsatz kommt und das Spiel mit dem nun punktuellen Licht die Modelle skulptural zu modellieren und zu fragmentieren scheint.
Andreas Fux lebt und arbeitet in Berlin.

## Werk

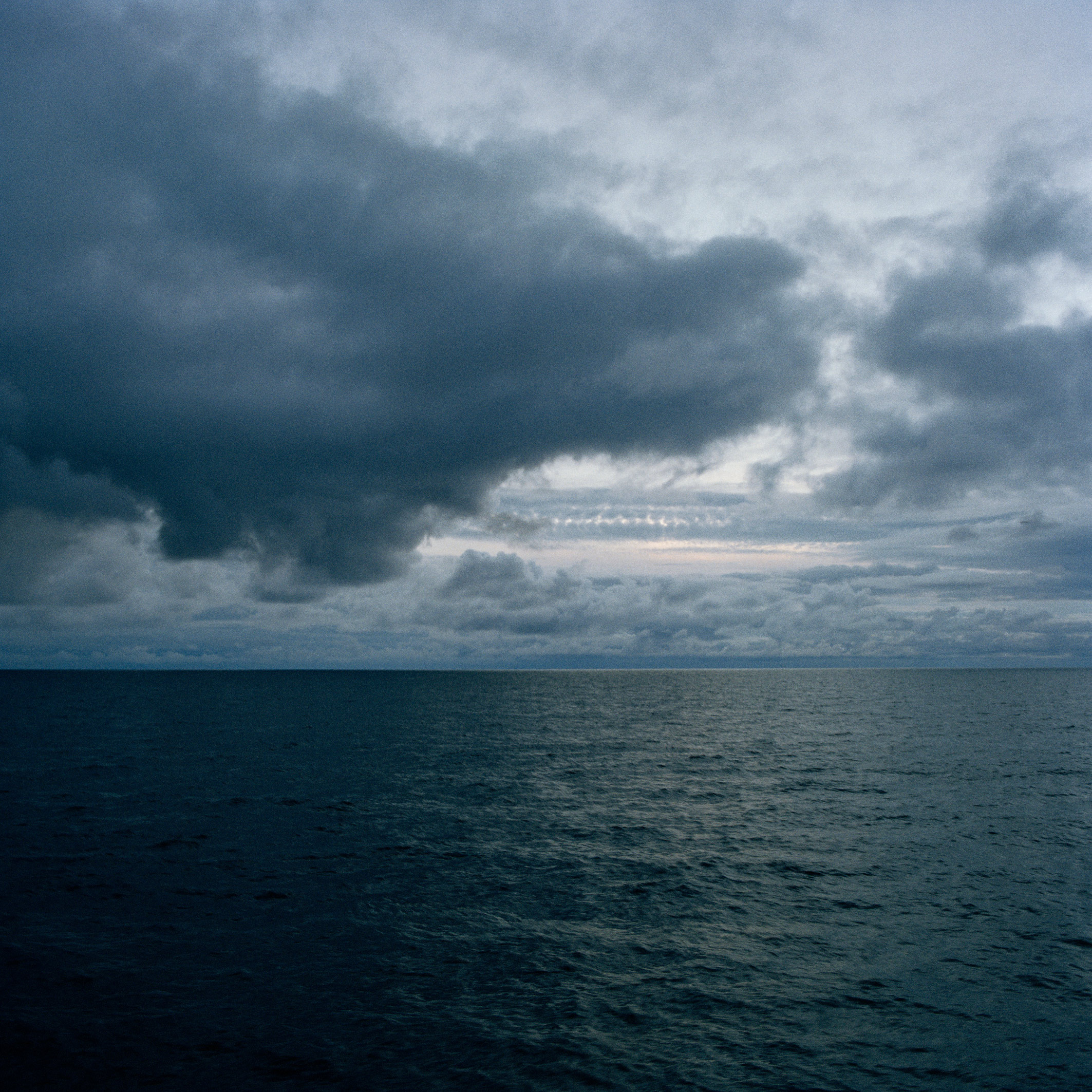
Horizonte, 11. September 2001

Die Serie Horizonte (2001) erinnert formal an die Seascapes von Hiroshi Sugimoto. Außer der Stringenz der Komposition ist den beiden Serien die Wiederaufnahme des Sonnenaufgang- und des Sonnenuntergangsujets gemeinsam; für beide gilt auch der Sonnenaufgang und Sonnenuntergang in Praiano von Sol LeWitt als Referenz. Die Bilder wurden rezipiert als Ausdruck einer Ruhe und Unschuld, die mehr ist als vermeintliche Harmonie der Natur.

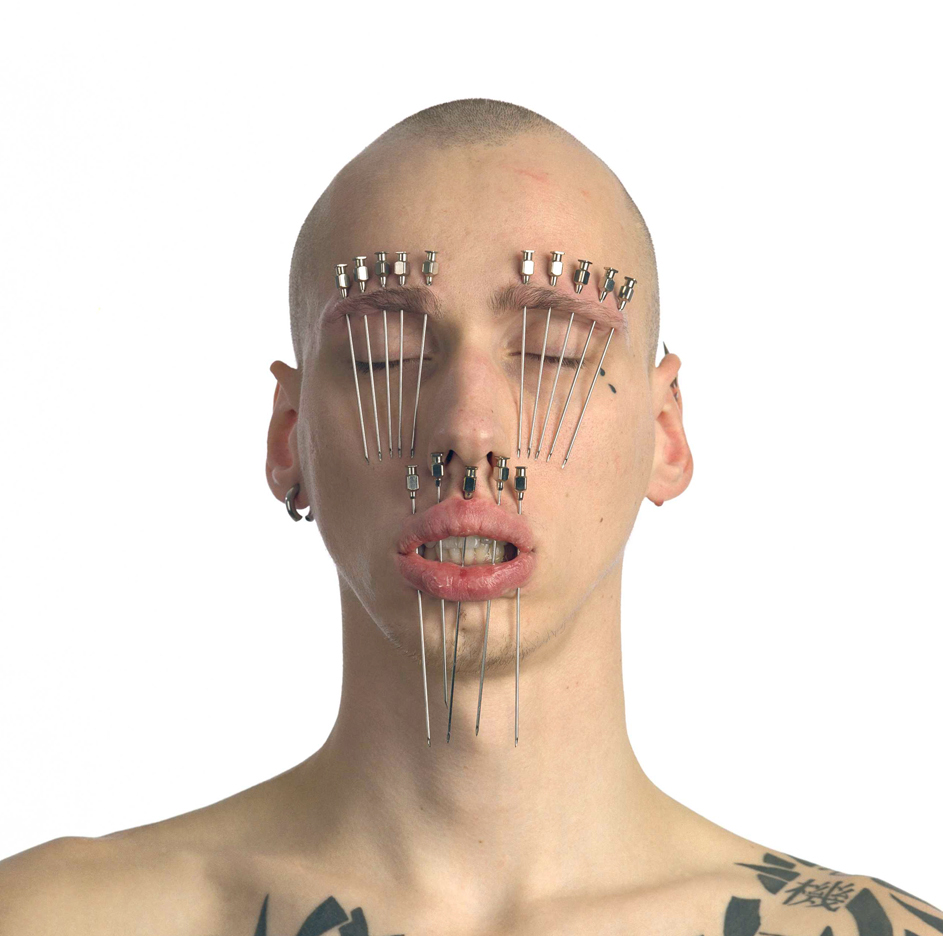
Andreas Fux, aus der Serie „Die süße Haut“

Aus einem anfänglichen Modeprojekt wurde die bekannteste Fotoserie von Andreas Fux, Die süße Haut (2005). Das Porträt der Tattoo-, Branding- und Piercingszene Berlins wurde als eines der verstörendsten, aber auch erotischsten Fotobücher der ersten Dekade der 2000er Jahre bezeichnet. Vor einem meist weißen Hintergrund und in der Stille des Fotostudios entstanden Aktfotografien, bei denen der Kontrast zwischen Intimität der Körper und klinischer Sterilität des Raums auf die Spitze getrieben wurde.

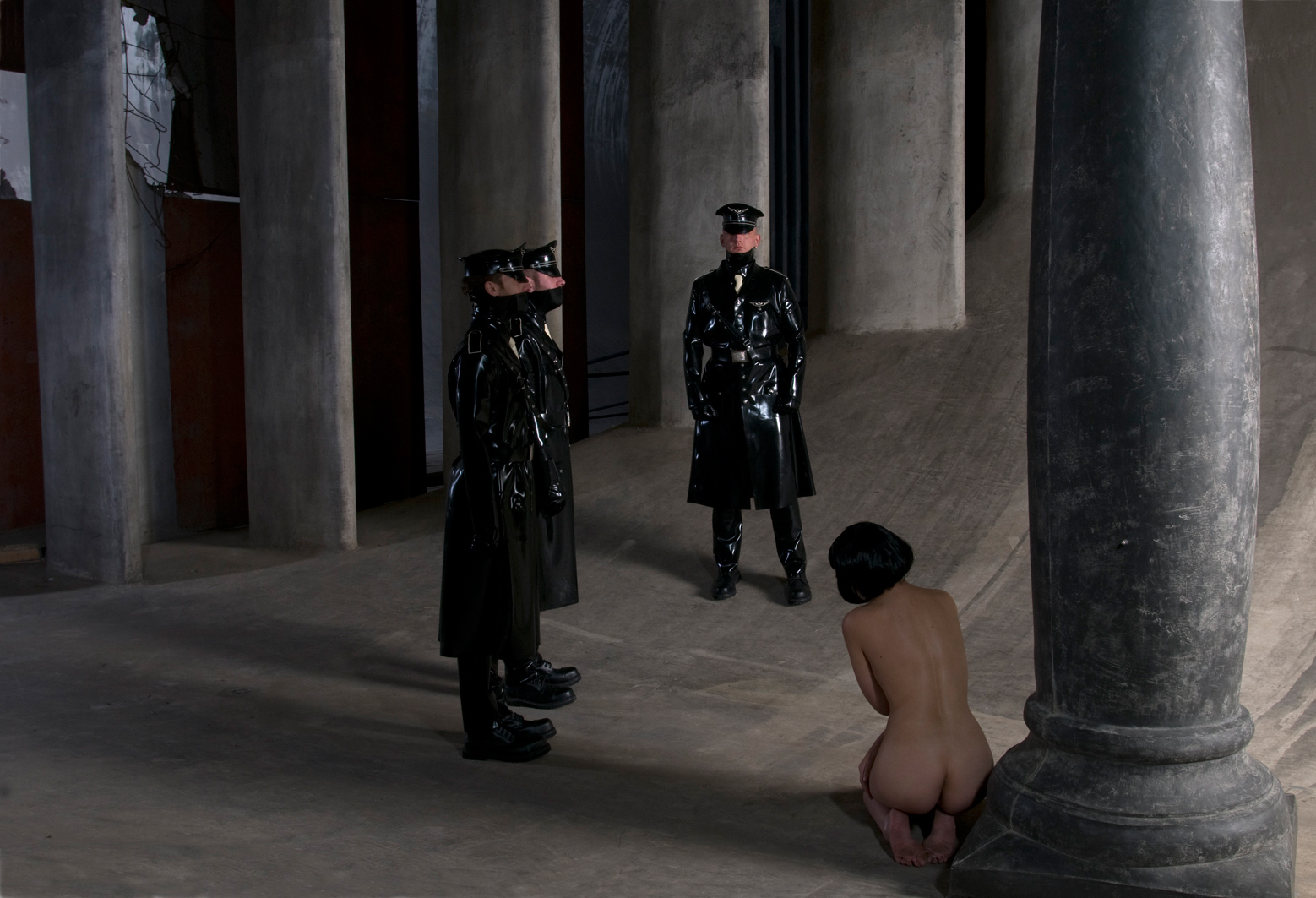
Andreas Fux, aus der Serie „Kerberos und Chimaira“

In einem Windkanal in Berlin-Adlershof inszenierte Fux die Motive der Serie Kerberos und Chimaira (2010). Durch die strengen Kompositionen im expressionistischen Habitus und unter Verwendung ästhetischer Codes der Latex- und Fetischszene weist er auf eine gefährliche und heute oft unreflektierte Nähe zwischen den erotischen Bildercodes des Fetischismus und der Ästhetik des Nationalsozialismus hin.
Seit 2015 tauschte er das klinische weiße Ambiente seines Studios immer wieder gegen einen schwarzen Raum, in dem er nur mit Licht die Körper seiner Protagonisten modellierte.
Seit 2010 kombiniert Andreas Fux verstärkt verschiedene Aspekte seines Werkes in Ausstellungen, um zeitübergreifende Verbindungen sichtbar zu machen. Vorläufige Bestandsaufnahme seines Schaffens ist der Bildband Fux. Fährten (2014). 2022 erschien der Band Innocence, in dem weitere Motive aus bekannten Shootings zu einer Art „Making of“ versammelt sind, „echte Berlin Bad Boys, die mit den glattgebügelten und kommerzialisierten Standards der schwulen Fotografie nichts zu tun haben“.

## Ausstellungen (Auswahl)
- 1996 „30 Tage – 30 Künstler“, Galerie Wolf, Berlin (G)
- 1997 „Andreas Fux“, Galerie Objektiv, Köln (E); „Ecce homo“, Galerie Bittner und Dembinski, Kassel (E).
- 1998 „Portraits aus Berlin“, Moritzbastei Leipzig (E); „Hic et nunc“, Galerie Choriner Straße, Berlin (E)
- 1999 „Der lauerende Rachen der Sehnsucht“, Galerie im Pferdestall, Kulturbrauerei Berlin (E)
- 2001 „Evolution“, Galerie im Pferdestall, Kulturbrauerei Berlin (E); „Fux/Pusch“, Galerie Auswärts, Frankfurt/Main (G); „Tage im September“ Fux/Dahlmanns, Der mobile Raum, Berlin (G)
- 2002 „Vielleicht Portraits“, Galerie Transition, Berlin (E); „male experiences“, Fux/Hauck, sensor.k, Berlin (B)
- 2003 „Subversiv“. 7 fotografische Positionen aus Berlin, Galerie Kunst(be)handlung München (G)
- 2004 „Musterhaus“ Gruppenausstellung Galerie Nord, Kunstverein Tiergarten, Berlin (G); „Seelenkamerad“ FUX/MARQUARDT, Galerie Apartment Berlin; „Underground-Experiences“, Galerie Kunst(be)handlung, München (E)
- 2005 „Die süße Haut“, Q-Hotel Berlin (E)
- 2006 „Signs & Surfaces“. Fux/Kepenek/Hoffmann, Künstlerhaus Bethanien, Berlin und Photokina, Köln; „Achtung! FSK 18“, Galerie Tristesse deLuxe, Berlin (G)
- 2008 „A to B“ Ausstellung Galerie MFK Berlin mit Boris von Brauchitsch; Kunstsalon Berlin, Galerie MFK (G); „André“, Installation im Projektraum Widmer+Theodoridis, Zürich
- 2009 „Nyph 09“, New York Photo Festival, kuratiert von Chris Boot; „Ehrliche Haut“, Pasinger Fabrik München (G)
- 2010 „Kerberos und Chimaira“, Fotografien Fux, Objekte Hauck; Galerie cubus-m (G)
- 2013 „L’ère vulgaire passera“ (G), Galerie Esther Woerdehoff, Paris; „Fährten“, Galerie cubus-m, Berlin (E)
- 2014 „Fährten“, Widmer+Theodoridis, Photobastei Zürich (E)
- 2015 „стыд и красота“, Galerie Supremus Moskau (E)
- 2016 „Scham und Schönheit“, Galerie cubus-m (E)
- 2017 „FUX Fährten“, Koll an Friends Berlin (E); 2017 „FLUID“, Xavierlabuolbenne, Berlin (G); „SPACEBOY“, Widmer+Theodoridis, Eschlikon (E)
- 2018 „skin deep“, Galerie Esther Woerdehoff, Paris (G)
- 2019 „Passions of the Flesh – die freiwillige Haut“, Sprechsaal Berlin
- 2022 „Innocence“, Semjon Contemporary, Berlin
- 2022 „Fürchtet euch nicht“, Ernst. Institut für Universalkultur, Berlin

## Bücher und Kataloge
- Die Russen kommen. Berlin 1993, ISBN 3-925443-24-X.
- Seelenkamerad – Andreas Fux und Sven Marquardt; zur Ausstellung Seelenkamerad, 23. September bis 16. Oktober 2004, Apartment-Galerie, Verleger A. Fux
- Die süße Haut – Fotografien zwischen Lust und Schmerz – Andreas Fux. Mit Texten von Boris von Brauchitsch und Uwe Karsten, ISBN 3-89602-678-X.
- Andreas Fux, Herbert Hoffmann, Ali Kepenek: signs & surfaces; anlässlich der Ausstellung Signs & Surfaces – Andreas Fux, Herbert Hoffmann, Ali Kepenek im Künstlerhaus Bethanien Berlin (3. bis 20. August 2006), Hrsg.: Künstlerhaus Bethanien, Berlin. Übers.: Mitch Cohen, 45 Seiten, ISBN 3-932754-72-7.
- Ehrliche Haut – Körperbilder zwischen Beauty und Bulimie, Pasinger Fabrik, München Dezember 2009 / Januar 2010.
- Fux. Fährten. Edition Braus, 2014, 160 Seiten, ISBN 978-3-86228-113-8.
- Enthüllungen. Die Sammlung Thomas Herrendorf, herausgegeben von Boris von Brauchitsch, Edition Braus, 2019, 192 Seiten, ISBN 978-3-86228-205-0.
- Innocence, Salzgeber, 2022, 128 Seiten, ISBN 978-3-95985-639-3.